# Robert Basic

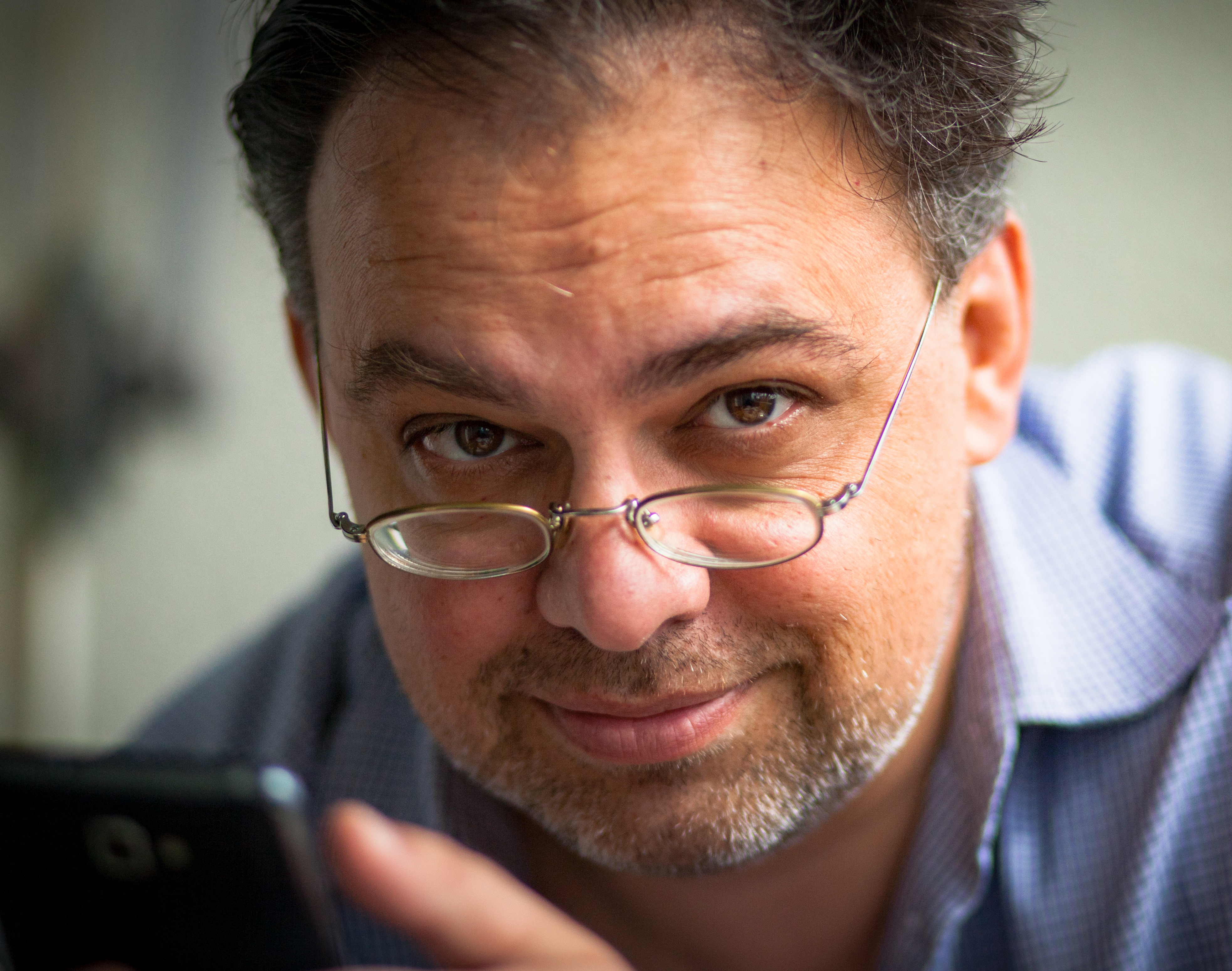
Robert Basic (2014)

Robert Basic (* 3. November 1966 in Zagreb; † 2. November 2018 in Frankfurt am Main) war ein deutscher Blogger und Journalist. Das von ihm im Jahr 2003 gegründete Blog Basic Thinking war eines der ersten populären deutschsprachigen Netztagebücher. Besondere Aufmerksamkeit – auch international – erhielt Basic im Jahr 2009. Damals versteigerte er seinen Blog über die Auktionsplattform eBay für fast 47.000 Euro.

## Leben
Robert Basic lebte zunächst in Kroatien und wanderte 1970 im Kleinkindalter mit seiner Familie nach Deutschland aus. Er studierte Betriebswirtschaft und arbeitete bis zum Jahr 2002 bei der Deutschen Bank. Mit dem im Jahr 2003 gegründeten Tech-Blog Basic Thinking war er einer der ersten deutschsprachigen Blogger. Die britische Tageszeitung The Guardian zählte Basic Thinking im Jahr 2008 zu einem der 50 einflussreichsten Blogs weltweit. Nach dem Verkauf von Basic Thinking in 2009 startete Basic das Projekt Buzzriders. Da sich die ursprüngliche Idee, eine dezentrale lokale Nachrichten- und Kommunikationsplattform aufzubauen, nicht umsetzen ließ, wurde Buzzriders zur offiziellen Website von Basic.
Inhaltlich konzentrierte sich Robert Basic auf Technologiethemen, insbesondere auf die Zukunft der Mobilität und den Trend hin zu mobilen Endgeräten. Er arbeitete als freier Autor, Berater und Referent. Als Autor war er auf zahlreichen eigenen Kanälen aktiv. Darüber hinaus war er unter anderem für Medien wie Computer Bild sowie für Unternehmenskunden tätig. Ab August 2018 gehörte Robert Basic dem Redaktionsteam der Blog-Plattform mobilegeeks.de an.
Robert Basic war Vater zweier Kinder. Er lebte zuletzt in Frankfurt am Main, wo er im November 2018 einen Tag vor seinem 52. Geburtstag an den Folgen eines Herzinfarktes starb.

## Schriften (Auswahl)
- Robert Basic an alter Wirkungsstätte: Die Geschichte der Blogs. In: BASIC thinking. 29. Oktober 2015 (basicthinking.de [abgerufen am 3. November 2018] Fortsetzung: Teil 2, Teil 3).